# Fiat Chrysler Automobiles
Fiat Chrysler Automobiles N.V. (FCA), azienda italo-statunitense di diritto olandese, è stato un produttore multinazionale di autoveicoli, ottavo gruppo automobilistico al mondo per numero di veicoli prodotti.
Nata nel 2014 dalla fusione tra l'italiana Fiat SpA e la statunitense Chrysler Group, facevano parte di FCA i marchi FIAT, Alfa Romeo, Lancia, Maserati, Fiat Professional, Abarth, Jeep, Chrysler, Dodge, Ram Trucks, Mopar, SRT; alla FCA apparteneva anche la società polisportiva Sisport.
La società è stata quotata sia al NYSE che nell'indice FTSE MIB della Borsa di Milano.
Il 16 gennaio 2021 si è fusa con il Groupe PSA dando vita alla nuova società Stellantis.

## Storia

### Le trattative e la fusione con Chrysler
Dopo che già nel 2009 era stata acquisita una quota di minoranza nella casa automobilistica statunitense dichiarata fallita, il 1º gennaio 2014 viene annunciato l'inizio delle operazioni volte all'acquisizione, da parte di Fiat SpA, della totalità del pacchetto azionario di Chrysler Group. A seguito di ciò, il 29 dello stesso mese il consiglio di amministrazione del gruppo italiano, riunitosi al Lingotto sotto la presidenza di Sergio Marchionne, ha approvato la riorganizzazione societaria per creare un nuovo e unico gruppo industriale denominato Fiat Chrysler Automobiles, società per azioni.
FCA nacque dalla fusione effettiva il 12 ottobre 2014, di Fiat SpA in Fiat Investments, società di diritto olandese; l'entità risultante venne appunto ridenominata Fiat Chrysler Automobiles. La quotazione in borsa, sulla Borsa di New York e sulla Borsa Italiana, avvenne il giorno successivo alla fusione. Fiat Chrysler Automobiles riunisce in un'unica società di diritto olandese con domicilio fiscale nel Regno Unito due gruppi industriali del settore automobilistico: Fiat SpA e la sua controllata Chrysler Group LLC, dopo che il gruppo italiano acquisisce la totalità delle azioni di quello americano. È la settima casa automobilistica al mondo, vende all'anno meno di 5 milioni di auto, la metà di Volkswagen e Toyota.
Nel 2014 viene annunciato lo scorporo di Ferrari N.V., che a partire dal 4 gennaio 2016 si è separata dal gruppo FCA per essere direttamente controllata dalla Exor, già azionista di maggioranza di FCA (con il 30,81% delle azioni, 46,15% dei diritti di voto).

### La proposta alla General Motors
Nel 2015 Marchionne, che si rende conto di come Fiat Chrysler sia ancora piccola e già in passato aveva inutilmente tentato di rilevare la Opel, avvia contatti con Mary Barra per una fusione tra FCA e General Motors ma la proposta viene respinta. Pensa allora a una scalata ostile di GM con il lancio di un'Opa che richiede almeno 60 miliardi di dollari. Cerca e trova anche investitori, ma alla fine viene dissuaso.. Con più di 12 milioni di veicoli prodotti nel 2015, la “nuova” entità FCA-GM avrebbe superato Toyota (19M veicoli) e Volkswagen, collocandosi al primo posto mondiale nella classifica produttori per volumi prodotti.
Il 13 gennaio 2017 la società è indagata dal Dipartimento di Giustizia degli Stati Uniti a causa della presunta mancata divulgazione di software che violava le norme sulle emissioni e consentiva ai veicoli di superare i limiti di inquinamento. Il 23 maggio 2017 il Dipartimento di Giustizia ha intentato una causa civile sostenendo che FCA "ha utilizzato un 'dispositivo di disfunzione' per eludere i controlli sulle emissioni" in oltre 100.000 veicoli tra il 2014 e il 2016.
Il 25 luglio 2018 Sergio Marchionne muore in un ospedale svizzero all'età di 66 anni dopo essersi preso un periodo di riposo per sottoporsi ad un intervento chirurgico. Al suo posto subentra l'inglese Michael Manley.
Nel gennaio 2019 Fiat Chrysler accetta di pagare 800 milioni di dollari per risolvere le cause sulle emissioni diesel.

### La mancata intesa con Renault
Il 27 maggio 2019 FCA propone una fusione con la francese Renault che darebbe vita al terzo gruppo al mondo per volumi prodotti. Il piano di fusione, presentato dopo un incontro riservato a Parigi tra John Elkann e il presidente Emmanuel Macron e dopo avere inviato il dossier al ministro delle Finanze francese Bruno Le Maire (lo Stato francese è il maggiore azionista della Renault con il 15% alla pari dei giapponesi della Nissan), prevede la nascita di una newco per il 50% detenuta dagli azionisti FCA e per l'altro 50% dai soci Renault. Prevista una struttura di governance paritetica, con sede ad Amsterdam e con lo stesso numero di componenti e un membro del board assegnato anche ai giapponesi della Nissan. Exor, la holding della famiglia Agnelli che controlla FCA, avrebbe il 13-14% delle quote della nuova società mentre il governo francese e i nipponici scenderebbero al 7%. Il resto sarebbe detenuto dal mercato con il gruppo quotato non solo a New York e Milano ma anche a Parigi. Il progetto, messo a punto in incontri riservati nelle abitazioni di Torino e Parigi di John Elkann e del presidente della Renault, Jean-Dominique Senard, non coinvolge per il momento Nissan-Mitsubishi (di cui Renault è azionista al 43%) che non molto tempo prima aveva respinto la proposta di fusione con la casa francese. Nel caso in cui Nissan-Mitsubishi partecipasse all'iniziativa, nascerebbe il primo gruppo automobilistico al mondo.
La Renault si dice "interessata" e il governo francese pone quattro condizioni: la rivalutazione di Renault con il pagamento di un dividendo anche ai francesi, l'ingresso di un esponente del governo nel cda della nuova società, il mantenimento del quartier generale a Parigi e la salvaguardia dei posti di lavoro. Il ministro Le Maire mette comunque le mani avanti: "Non c'è fretta, prendiamo il tempo necessario" e il vertice Renault fa slittare ogni decisione, anche se l'accordo sembra formalmente raggiunto nonostante il no dei consiglieri Nissan. John Elkann parla comunque di proposta "non negoziabile" e nella notte del 5 giugno 2019 FCA decide di ritirare l'offerta.
Nel settembre 2019 un manager FCA viene arrestato a Detroit sotto l'accusa di aver mentito sull'effettiva capacità dei sistemi di emissione montati sui veicoli diesel. Sempre in settembre FCA patteggia una multa della SEC americana di 40 milioni di dollari per avere gonfiato i dati sulle vendite tra il 2012 e il 2016 presentando come nuove quelle di anni precedenti.

### L'accordo di fusione con PSA
Il 30 ottobre 2019, The Wall Street Journal annuncia l'esistenza di una trattativa in corso tra FCA e il gruppo francese PSA per una possibile fusione che darebbe vita al quarto gruppo mondiale del settore. All'indomani dell'annuncio, è arrivata la decisione lampo dei due consigli d'amministrazione: via libera alla "fusione tra eguali" da 50 miliardi di dollari. Il nuovo gruppo sarà quotato a New York, Milano e Parigi, la sede legale e fiscale sarà ad Amsterdam, Carlos Tavares sarà l'amministratore delegato e John Elkann presidente, cinque i consiglieri PSA (più Tavares), cinque i consiglieri FCA, 8,7 milioni di veicoli realizzati dopo la fusione. Inoltre PSA, che con i valori di Borsa avrebbe dovuto avere il 60% della nuova società che dovrà invece essere paritetica al 50%, paga un premio di quasi 7 miliardi ai soci FCA.
Il 20 novembre 2019 General Motors ha intentato una causa legale contro FCA accusandola di aver fatto ricorso a tangenti per corrompere i sindacati della United Auto Workers durante le trattative sul contratto di lavoro condotte con le tre case automobilistiche di Detroit tra il 2009 e il 2015. Tre ex manager del gruppo italo-americano nel frattempo sono stati arrestati. FCA ha replicato al riguardo: "Vogliono ostacolare la fusione con PSA".
Il 18 dicembre 2019 l'annuncio ufficiale: le due società sono d'accordo sulla fusione per dare vita al quarto costruttore automobilistico al mondo per volumi di vendita, con 8,7 milioni di veicoli e ricavi complessivi di 170 miliardi di euro. Il nome sarà scelto in seguito, nel cda due posti saranno riservati ai rappresentanti dei lavoratori di FCA e PSA, la quota della società cinese Dongfeng Motor Group scenderà al 4,5%. Prima del closing FCA distribuirà ai propri azionisti un dividendo speciale di 5,5 miliardi di euro mentre PSA distribuirà ai propri azionisti la quota del 46% detenuta dalla società componentistica Faurecia.
Inoltre nel 2020 FCA e PSA distribuiranno ciascuna un dividendo ordinario di 1,1 miliardi di euro relativo all'esercizio 2019. Al closing gli azionisti PSA riceveranno 1,742 azioni della società nata dalla fusione per ogni azione PSA detenuta, gli azionisti FCA avranno un'azione della nuova società per ogni azione FCA detenuta. Una volta perfezionata l'operazione, FCA si separerà dalla partecipazione tenuta in Comau a beneficio degli azionisti del nuovo gruppo.
Nel febbraio 2020 l'annuncio che FCA darà al Fisco italiano 730 milioni di euro per la fusione con Chrysler L.L.C. chiudendo l'accertamento avviato dall'amministrazione fiscale italiana nel 2014 (anno della cosiddetta "exit tax" e del trasferimento del sede fiscale della società dall'Italia al Regno Unito) di 2,6 miliardi di asset aggiunti rispetto a quelli dichiarati dal gruppo automobilistico. Grazie alla conclusione dell'accordo sono 670 i milioni delle sanzioni e degli interessi che FCA eviterà di pagare.
Nel gennaio 2021 FCA è stata condannata dal procuratore federale del distretto orientale dl Michigan al pagamento di una multa di trenta milioni di dollari e a tre anni sotto osservazione per i 3,5 milioni dati ai vertici di una sindacato americano, la UAW, per non avere problemi in Chrysler tra il 2009 e il 2016.

### L'incorporamento in Stellantis
Il 15 luglio 2020 è stato ufficializzato che il nuovo gruppo, frutto della fusione con PSA, si chiamerà Stellantis.
A metà settembre del 2020 FCA e PSA rivedono i termini dell'accordo a causa dell'emergenza COVID-19. In particolare viene ridotta di 2,6 miliardi la parte cash del maxi-dividendo, il resto in azioni Faurecia, il gruppo di componentistica auto controllato dai francesi, distribuito a tutti gli azionisti di Stellantis a fusione avvenuta.
Alla fine di settembre FCA e PSA hanno annunciato la composizione del nuovo board di Stellantis: presidente John Elkann, vicepresidente Robert Peugeot, amministratore delegato Carlos Tavares. Amministratori: Henri de Castries, Andrea Agnelli, Fiona Clare Cicconi, Nicolas Dufourcq, Ann Frances Godbehere, Wang Ling Martello, Jacques de Saint-Exupéry, Kevin Scott.
Il 21 dicembre 2020 l'Unione europea approva la fusione tra le due società. Le assemblee degli azionisti di PSA e FCA il 4 gennaio 2021 hanno deliberato la fusione tra le due società che, da questa data, diventa una sola con il nome di Stellantis.
La fusione è diventata effettiva il 16 gennaio 2021.

## Mobilità elettrica
A maggio del 2018, FCA aderisce a Motus-e, un'associazione di 48 operatori industriali e del mondo accademico nata con l'obbiettivo di promuovere lo sviluppo della mobilità elettrica in Italia.
A settembre del 2019, FCA e Terna firmano un memorandum d'intesa per l'avvio della produzione della nuova Fiat 500e nello stabilimento di Mirafiori. Il lancio del nuovo prodotto previsto a partire dal secondo trimestre 2020, con l'obbiettivo di una produzione a regime pari a 80.000 veicoli all'anno. Durante il lockdown costruito a Mirafiori il nuovo impianto per la ricarica delle auto elettriche: 32 colonnine (destinate a diventare 700 nel 2021) per fornire corrente a 64 auto. Sarà il più grande impianto di ricarica al mondo.

## Il logo
Il logo del gruppo (realizzato da Robilant & Associati, che aveva già disegnato il marchio FIAT del 2006), viene così spiegato dalla FCA: "Le tre lettere vivono all'interno di una raffigurazione geometrica ispirata alle forme essenziali della progettazione automobilistica: la F, generata dal quadrato simbolo di concretezza e solidità; la C, che nasce dal cerchio, archetipo della ruota e rappresentazione del movimento, dell'armonia e della continuità; e infine la A, derivata dal triangolo, che indica energia e perenne tensione evolutiva".

## Dati economici
Nel 2017 i ricavi hanno raggiunto 110,9 miliardi di euro con un utile netto di 3,5 miliardi e 234.499 dipendenti Nel 2018 il fatturato è stato di 110,41 miliardi di euro con un utile netto di 3,63 miliardi e 198.545 dipendenti. Nel 2020 ricavi netti di FCA per l'anno 2020 sono stati di 86,676 miliardi di euro, con un decremento di 21.511 miliardii di euro (-20%) rispetto all'anno 2019 (108.187 milioni di euro), con un utile netto di 3,74 miliardi e 189.512 dipendenti.

## Struttura

### Consiglio di amministrazione
Il consiglio di amministrazione di FCA era composto dai membri esecutivi John Elkann e Michael Manley, rispettivamente presidente e amministratore delegato, insieme ai membri non esecutivi Ronald L. Thompson, Andrea Agnelli, Tiberto Brandolini d'Adda, Glenn Earle, Valerie A. Mars, Ruth J. Simmons, Patience Wheatcroft, Stephen Wolf ed Ermenegildo Zegna.

### Azionariato
I principali azionisti del gruppo italoamericano erano divisi fra: 
- Exor N.V. (29%)
- Tiger Global Management LLC (5,09%)
- Baillie Gifford & Co. (4,67%)
- Harris Assiciates LP (3,75%)
- BlackRock Fund Advisors (2,98%)
- Altri (6,48%)

Fonte: Acea aprile 2019
Il gruppo è stato quotato in Borsa dal 13 ottobre 2014 fino al 15 gennaio 2021, sia allo Wall Street NYSE di New York sia alla Piazza Affari di Milano.

### Presidenti
- John Elkann (12 ottobre 2014 - 16 gennaio 2021)

## Settori

### Automobili
Marchi generalisti
- Chrysler
- Dodge
- FIAT
- Fiat Professional
- Lancia
- Jeep
- Ram Trucks

Marchi di lusso e sportivi
- Abarth
- Alfa Romeo
- Maserati
- SRT

Marchi dismessi
- Innocenti
- Autobianchi
- Rootes
- DeSoto
- Eagle
- Plymouth
- Imperial

### Componentistica e sistemi di produzione
- Comau
- PCMA
- Teksid
- VM Motori